# Avia BH-10

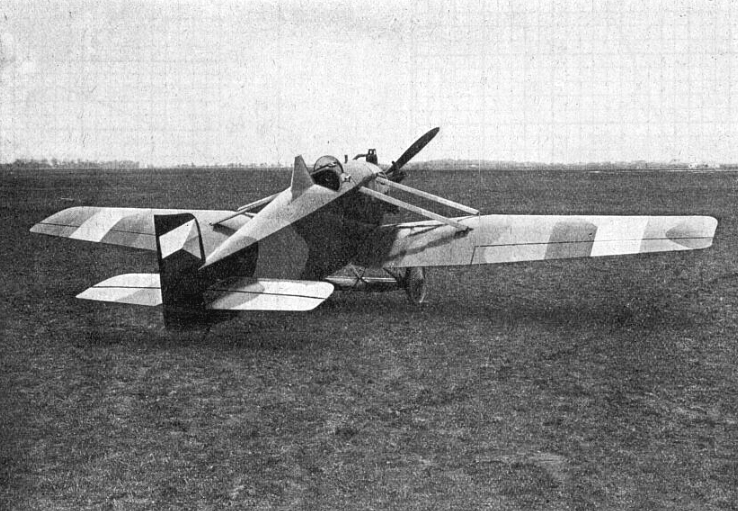
Avia BH-10 (Letectví, květen 1924)

Avia BH-10 byl jednomístný akrobatický sportovní letoun vzniklý roku 1924 v Československu vývojem z Avie BH-9, která byla pokračováním typů BH-1 a BH-5. Letoun vyráběla společnost Avia, Miloš Bondy a spol., továrna na letadla, Praha-Holešovice 

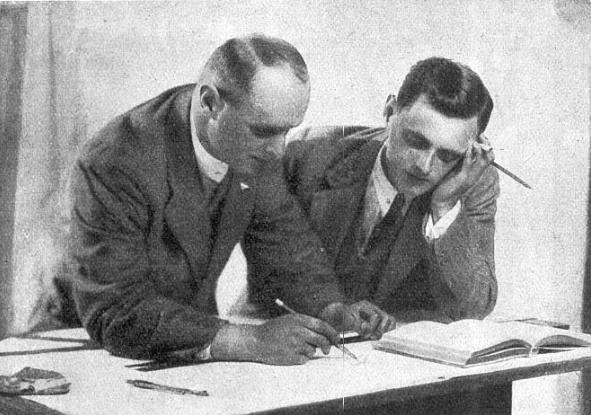
Konstruktéři ing. Pavel Beneš a ing. Miroslav Hajn (Letectví, červenec 1926)

## Vznik a vývoj
Typ Avia BH-10 vycházel z předchozího typu BH-9. Jednalo se o jednomístný letoun určený k výcviku pilotů v akrobacii a pro kondiční létání stíhacích pilotů. Letadlo BH-10 zkonstruovali zakladatelé továrny Avia, letečtí konstruktéři Pavel Beneš a Miroslav Hajn. Tovární pilot Karel Fritsch jej zalétal 3. ledna 1924, ale poprvé s ním vzlétl Zdeněk Lhota již 22. prosince 1923. Konstrukce tohoto letounu zůstala stejná jako u typu BH-9, tj. celodřevěná se všemi koncepčními znaky jako BH-9, ale letoun byl podstatně menší.

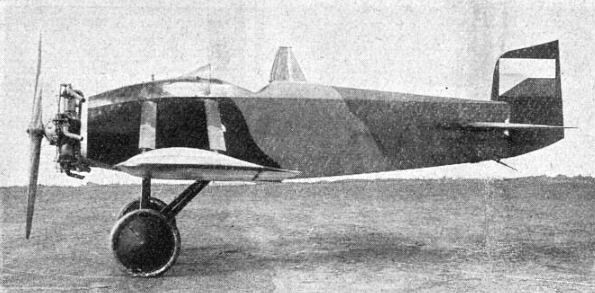
Avia BH-10 s motorem Walter NZ-60

Od Avia BH-9 byl vizuálně snadno odlišitelný prodlouženým pylonem za otevřeným kokpitem, jehož rolí měla být ochrana pilota v případě převrácení nebo havárie v letu na zádech. Československá armáda si v roce 1924 objednala 10 letounů a krátce nato předala továrně i druhou objednávku na 11 letounů. Československé letectvo provozovalo 19 letounů pod vojenským označením B-10, které byly určeny k výcviku akrobatické pilotáže. Imatrikulované letouny L-BONE a L-BONO vlastnila továrna Avia. Avia BH-10 představovala celkem rychlý a obratný letoun. Kritickou výtkou k letovým vlastnostem bylo nepříliš snadné vybírání vývrtky anebo prudký dosed během přistání.
V květnu až listopadu 1924 bylo zalétáno a předáno československému letectvu celkem 10 letounů B-10 z první série. V září 1925 až březnu 1926 bylo zalétáno a předáno dalších 10 letounů B-10 z druhé výrobní série. S civilními imatrikulacemi létaly L-BONE od 31. října 1924 a výr. č. 4/L-BONO od 8. září 1927. Po vyřazení z armády bylo v leteckém rejstříku imatrikulováno v období 1934-1935 celkem osm letounů BH-10/B-10 výr. č. 2/OK-LAS, 12/OK-ASZ, 13/OK-IPO, 14/OK-AVO, 15/OK-LIM, 16/OK-MOD, 20/OK-LEZ, 21/OK-AVN.
Na tento letoun navázali ing. Pavel Beneš a ing. Miroslav Hajn dalšími sportovními letouny Avia BH-11 (1924) a Avia BH-12 (1924). Ve snaze, zkonstruovat dvouplošník stejné kategorie a kvalit jako BH-10, tedy cvičné letadlo pro akrobacii s vysokou ovladatelností a obratností, byly vypracovány v roce 1924 plány a byl také postaven velmi jednoduchý prototyp BH-20 s motorem Walter NZ-60, velmi malý letounek s trupem zcela běžných „aviáckých“ tvarů. Tento letoun byl později (1931) darován ing. Vladimíru Šimůnkovi, který se na něm sám naučil akrobacii a létal s ním také na četných leteckých dnech.

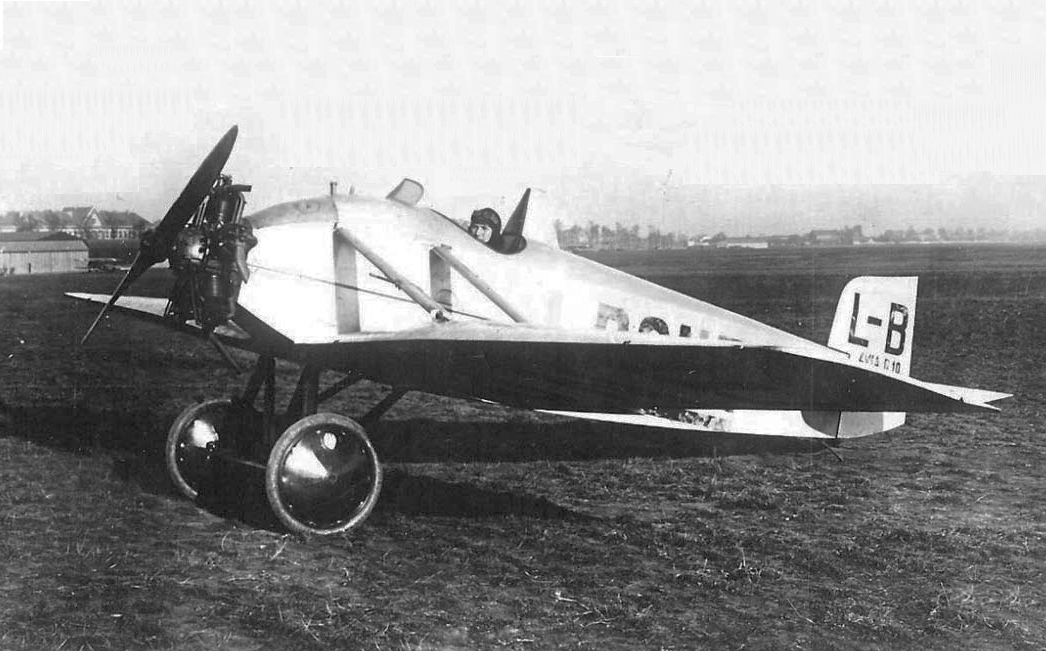
Avia BH-10 (L'Année Aéronautique 1924-1925)

## Popis letounu
Jednomotorový jednomístný celodřevěný vzpěrový dolnoplošník s pevným podvozkem a ostruhou. Křídlo s tlustým profilem mělo nejtlustší profil asi v třetině rozpětí, v místě, kde byly ukotveny dvě kovové vzpěry, profilované dřevěnou karoserií. Trup, podvozek a pevná ocasní plocha byly provedeny obdobně jako u letadla Avia ВH-9.
Křídlo bylo dvounosníkové, potažené překližkou až k zadnímu nosníku a celé ještě plátnem. Křidélka a kormidla měla kovovou kostru potaženou plátnem. Trup byl celodřevěný, stabilizátor byl pevně vestavěn v trupu. Vrtule dvoulistá, pevná, dřevěná.
Jednoplošník Avia ВH-10 byl menších rozměrů a hmotnosti než „sourozenec“ Avia ВH-9. Byl určen pro výcvik pilotů v akrobacii, jako přechodový typ ke stíhacím letadlům. Řízení normální pákové, výškové a směrové kormidlo bylo ovládáno lany, křidélka táhlovým systémem z ocelových trubek.

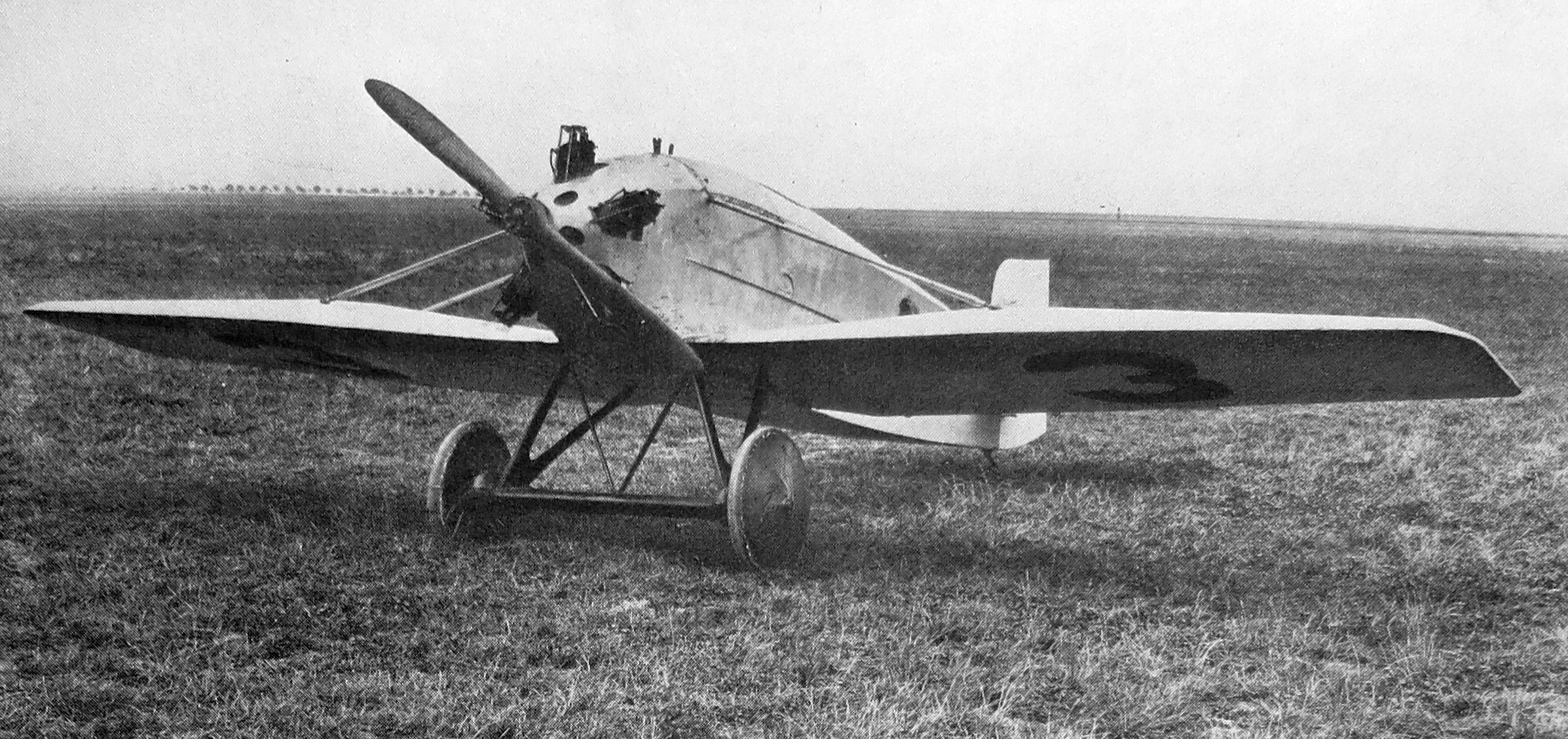
Avia BH-10, vítěz rychlostního závodu o Cenu prezidenta republiky v kategorii A (do 100 HP). (Letectví, říjen 1925)

## Použití
Letoun si odbyl svoji výstavní premiéru na III. mezinárodní letecké výstavě v Praze, která se konala v červnu 1924 na pražském výstavišti.

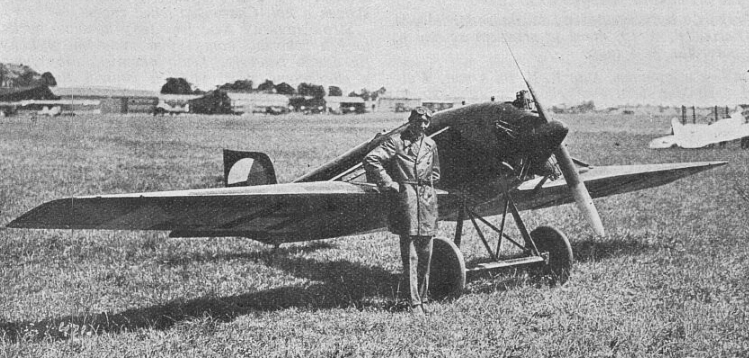
Kpt. Josef Hamšík a Avia BH-10 (Letectví, srpen 1927)

Letouny byly nasazovány do sportovních soutěží a byly s nimi konány propagační dálkové lety. Již v roce 1924 (7. září) amatérský pilot JUDr. Zdeněk Lhota na tomto letounu (L-BONE) získal 1. místo v rychlostních závodech o putovní Cenu prezidenta republiky v kategorii sportovních letounů (kategorie B), když na 200 km dlouhé trati dosáhl průměrné rychlosti 155,2 km/h. Třetí místo v tomto závodu obsadil na stroji BH-10 tovární pilot Václav Bican. V listopadu 1924 svěřila Avia dr. Lhotovi BH-10 k provedení propagačního letu do Bělehradu. K letu přes Vídeň odstartoval 5. listopadu 1924. Na letišti v Ošprech (Aspern/Vídeň, Dolní Rakousy) předváděl akrobacii, v Budapešti a v Novém Sadě přistával z velké výše působivou vývrtkou, létal za prudké vichřice, půjčoval letadlo zájemcům, krátce — všude budil pozornost. Při letu z Bělehradu do Nového Sadu provedl na úseku dlouhém 7 km celkem 53 loopingů. Při zpátečním letu předváděl svou „bosičku“ i v Budapešti. Letadlo bylo však maďarskými vojenskými orgány zabaveno a teprve na zákrok vyslanectví bylo propuštěno s podmínkou, že bude zpět dopraveno drahou, což se také stalo. Letadlo mělo totiž maďarské povoleni pouze pro let tam, ale nikoli též zpět.
Pozdější slavné výkony BH-10 jsou nerozlučně spjaty se jménem známého, tehdy vojenského letce Hamšíka, I. tajemníka Svazu československých pilotů. Kpt. Josef Hamšík 20. září 1925 v III. ročníku závodu o Cenu prezidenta republiky Lhotovo vítězství na BH-10 (později imatrikulován jako L-BONO) zopakoval, když dosáhl rychlosti 171,14 km/h. I druhé místo v kategorii A (do 100 HP výkonu) obsadil letoun BH-10. Pilotoval jej rotm. Janhuber a dosáhl rychlosti 163,52 km/h. Závod se konal na trati dlouhé přesně 100 km, Praha (státní letiště Praha-Kbely — Nové Benátky (otáčka kolem kostela) — Říp (otáčka kolem kostelíka) — Praha (stát. letiště »Praha«).
Na návrh Aeroklubu RČS zavedla s platností od května 1927 mezinárodní letecká federace FAI nové kategorie rekordů pro lehké letouny. Škpt. Josef Hamšík na letounu BH-10 s motorem Walter NZ-60 vytvořil světový rekord, když 26. července 1927 uletěl 1400 km s návratem na místo startu (uzavřený okruh Praha – Nové Benátky – Říp – Praha v délce 100 km), a 9. září 1927 na vzdálenost v přímé linii Praha – Reval (Tallinn) vykonal rekordní dálkový let 1228 km za 9 hodin a 10 minut. Následující úterý, 13. září v 17:20 h se Hamšík vrátil zpět do Prahy. Byl na letišti ve Kbelích uvítán továrníkem Kumperou a škpt. Kopeckým za Aeroklub, podpl. Ryplem za MLL, sekretářem Malým za Svaz pilotů, ředitelem ing. Trnkou za Ministerstvo veřejných prací a zástupci továrny na letadla Avia a továrny Walter.
Při prvním pokusu v červenci 1927 vytvořil i národní rychlostní rekord 149,937 km/h. Všechny výkony byly v kategorii lehkých letadel C, jednosedadlová o prázdné hmotnosti 200–350 kg. Všechny tyto lety prováděl Hamšík na sériovém stroji, vyrobeném v roce 1924, který byl opatřen jen zvětšenými palivovými nádržemi.
Po vyřazení letounů ze služby u letectva končily zpravidla v Aeroklubu RČs., v Masarykově letecké lize a nebo soukromých pilotů.

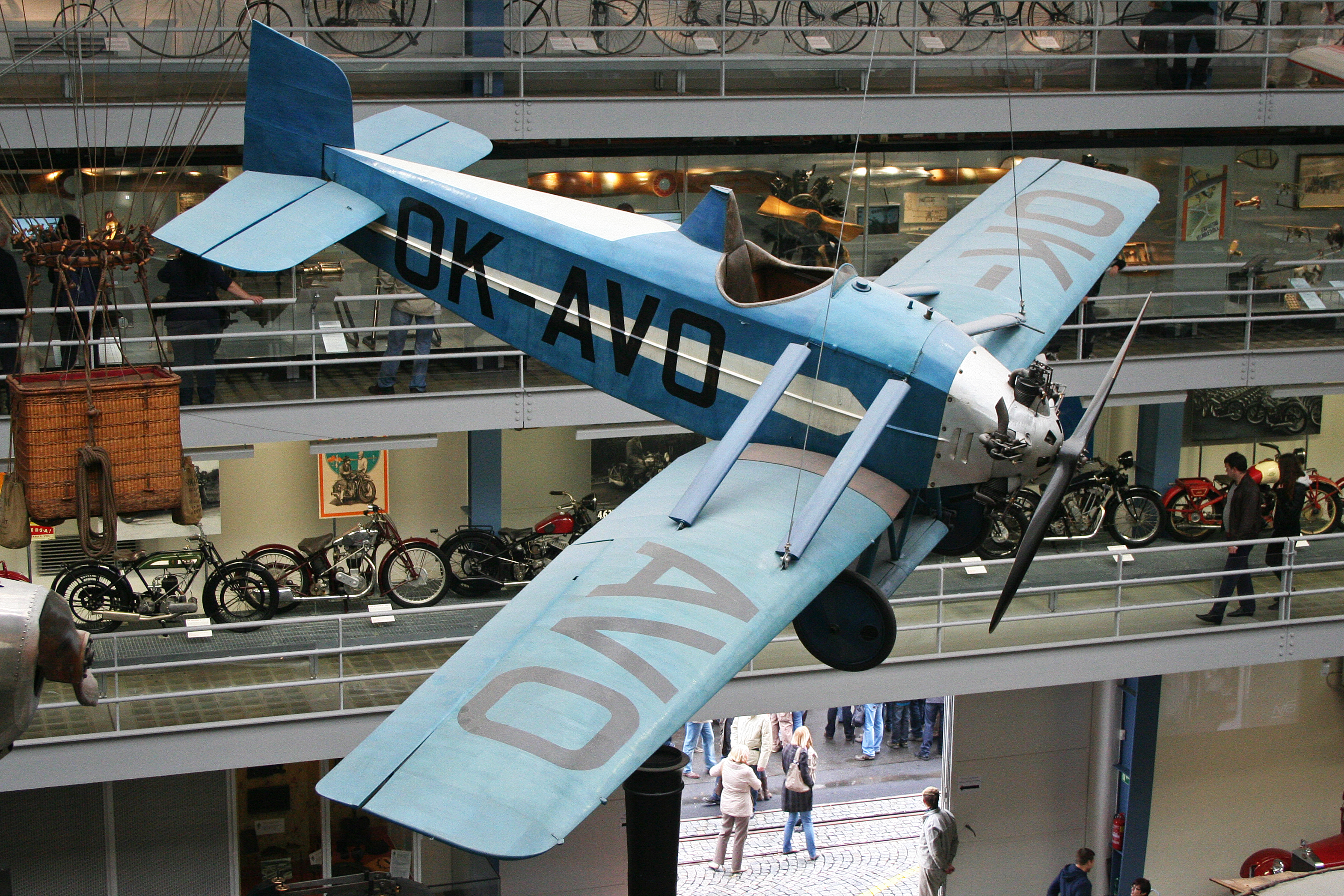
Avia BH-10 v Národním technickém muzeu v Praze.

## Dochované exempláře
V Národním technickém muzeu (NTM) je vystaven letoun Avia BH-10 (výr. č. 14), který po vyřazení z armády létal od roku 1935 až do havárie v roce 1938 s imatrikulací OK-AVO v Aeroklubu vysokoškolského sportu (AVS). Po havárii a nezbytné opravě byl předán do sbírek NTM.
Neletová replika BH-10 je k vidění ve Vojenském technickém muzeu VHÚ v Lešanech. Jedná se sice o funkční, ale neletový stroj, k jehož stavbě bylo použito křídlo, díly ocasních ploch, podvozek, motor, vrtule a přístroje z havarovaného letounu BH-10. Vystavená Avia BH-10 (výr. č. 20) byla rekonstruována na základě tovární dokumentace a původních dílů restaurátory Leteckého muzea Kbely v letech 1978-1979. Letoun dostal podobu stroje sloužícího ve Vojenském leteckém učilišti (VLU).

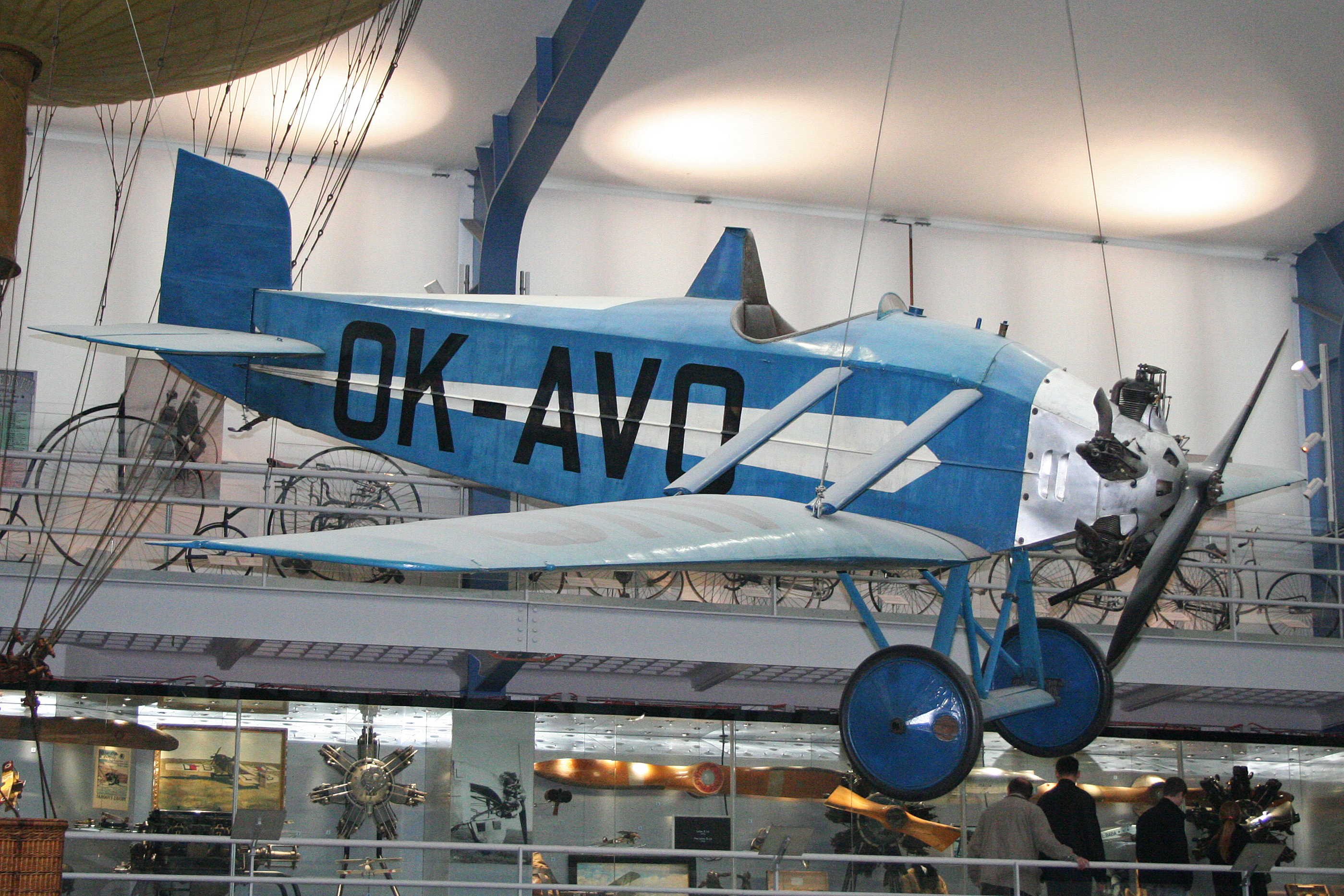
Avia BH-10 (OK-AVO)

## Specifikace

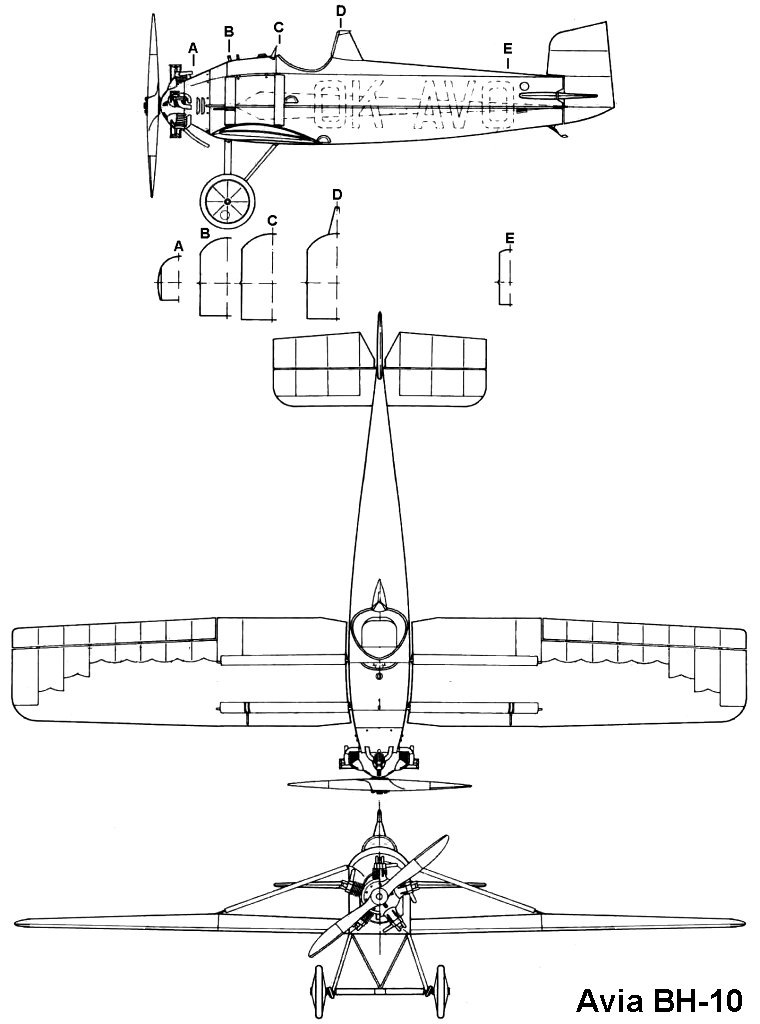
Avia BH-10, skica

Údaje podle

### Technické údaje
- Osádka: 1
- Rozpětí: 8,80 m
- Délka: 5,42 m
- Výška: 2,38 m
- Nosná plocha: 9,80 m2
- Plošné zatížení: 42,00 kg/m2
- Prázdná hmotnost: 288 kg
- Vzletová hmotnost: 414 kg
- Pohonná jednotka: 1 × hvězdicový vzduchem chlazený pětiválec Walter NZ-60
  - maximální, vzletový: 75 k (55 kW) při 1750 ot/min
  - nominální, jmenovitý: 60 k (44 kW) při 1400 ot/min
- Vrtule: dřevěná, pevná, dvoulistá

### Výkony
- Maximální rychlost: 165 km/h
- Cestovní rychlost: 145 km/h
- Přistávací rychlost: 60 km/h
- Dostup: 4 600 m
- Stoupavost: výstup do 1000 m 3 minuty, do 2 000 m za 10 minut
- Dolet: 480 km